# Adolphe Ier de Nassau
Pour les articles homonymes, voir Adolphe Ier.
Adolphe Ier de Nassau (en allemand Adolf von Nassau), né en 1307, décédé en 1370.
Il fut comte de Nassau-Idstein de 1361 à 1370, comte de Nassau-Wiesbaden de 1361 à 1370.

## Famille
Fils de Gerlier Ier de Nassau et de d'Agnès de Hesse (fille d'Henri de Hesse et petite-fille d'Henri Ier de Hesse)
En 1332, Adolphe de Nassau épousa Marguerite de Nuremberg (décédée en 1382), (fille du burgrave Frédéric IV de Nuremberg), (dynastie de Hohenzollern)
Seize enfants sont nés de cette union :
- Gerlier de Nassau (1333-1369), en 1360 il épousa Agnès von Veldenz (décédée en 1390), fille du comte Henri II von Veldenz

- Frédéric de Nassau (décédé en 1371)

- Jean de Nassau

- Agnès de Nassau (décédé en 1376), elle épousa le comte Werner IV von Wittgenstein (décédé en 1359), veuve elle épousa en 1361 Eberhard Ier von Eppestein (décédé en 1391)

- Marguerite de Nassau, elle entra dans les ordres et fut abbesse de Sainte-Claire à Nuremberg

- Élisabeth de Nassau (décédée en 1389), en 1361 elle épousa le comte Thierry VII von Katzenelnbogen (décédé en 1402)

- Adolphe Ier de Nassau (1346-1390), il fut Électeur-archevêque de Mayence

- Anne de Nassau, elle entra dans les ordres et fut abbesse de Sainte-Claire à Nuremberg

- Jean de Nassau (1353-1420)

- Catherine de Nassau (1353-1404), en 1373 elle épousa Reinhard IV von Westerburg (décédé en 1420)

- Valéran III de Nassau, comte de Nassau-Wiesbaden

- Jean de Nassau (1360-1419), il fut Électeur-archevêque de Mayence

- Frédéric de Nassau

- Valéran de Nassau

- Jeanne de Nassau

- Rodereta de Nassau

Adolphe de Nassau appartint à la première branche de la Maison de Nassau.